# Схеми примусової комутації тиристорів
Тиристор можна назвати керованим діодом. Існують різні типи тиристорів, які використовуються  в галузі силової електроніки. Процес включення тиристора, в якому запускаючи імпульси надаються до терміналу затвора, називається запуск. Аналогічним чином, процес виключення тиристора називається комутацією. Тиристор можна відключити за допомогою зворотного зсуву тиристора, або за допомогою активних чи пасивних компонентів шляхом зменшення його струму до величини нижче величини струму утримання. Так, коли тиристор вимикається примусово, це називають примусовою комутацією. Основні електронні та електричні компоненти, такі як індуктивності і ємності, використовуються як комутуючі елементи.

## Тиристор в ланцюзі постійного струму
Включення звичайного тиристора здійснюється подачею імпульсу струму в ланцюг управління позитивної, щодо катода, полярності. На тривалість перехідного процесу при включенні значний вплив має характер навантаження (активне, індуктивне та ін.). У ланцюзі, що містить тиристор, не повинно виникати неприпустимих значень швидкості наростання прямого напруги, при яких може відбутися мимовільне включення тиристора при відсутності сигналу керування. У той же час крутизна сигналу управління повинна бути високою.
Серед способів виключення тиристорів прийнято розрізняти природне вимикання (або природну комутацію) і примусове (або примусову комутацію). Природна комутація відбувається при роботі тиристорів в ланцюгах змінного струму в момент спадання струму до нуля. Існує декілька способів примусової комутації тиристорів.

## Класифікація методів примусової комутації
1. Самокомутація за рахунок резонансного характеру навантаження в ланцюзі
2. Самокомутація з використанням допоміжного LC-контуру
3. Комутація за допомогою конденсатора, або LC-контуру, що підключається за допомогою іншого тиристору
4. Комутація з використанням зовнішнього джерела імпульсів
5. Використання схем з механічним контактом
6. Комутація змінним струмом

### Самокомутація за рахунок резонансного характеру навантаження в ланцюзі
Після відкриття тиристору, струм анода заряджає конденсатор С, після чого струм в контурі повинен змінити напрямок на протилежний, таким чином тиристор запирається.

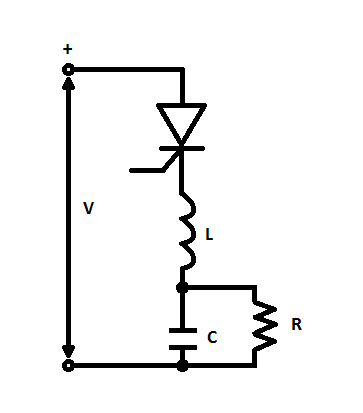
Схема самокомутації тиристора за рахунок резонансного характеру навантаження

Цей спосіб є одним з найбільш часто використовуваних методів комутації тиристорів. Після відкриття тиристору,  анодний струм буде текти, заряджаючи конденсатор С. Після цього струм в контурі повинен змінити напрямок на протилежний, таким чином тиристор замикається. Обов'язковою умовою є невелике загасання контуру другого порядку L-C-R.
Після комутації тиристора конденсатор починає розряджатися від свого пікового значення через резистор експоненціально. Тиристор буде перебувати в стані зворотного зсуву, поки напруга на конденсаторі не повернеться до рівня напруги живлення.

### Самокомутація з використанням допоміжного LC-контуру

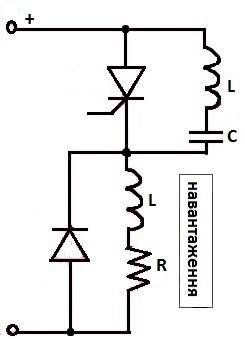
Схема самокомутації з використанням допоміжного LC-контуру

Основна відмінність між методами комутації тиристорів  1 і  2 в тому, що L-C ланцюг з'єднаний послідовно з тиристором в методі 1, та паралельно з тиристором в методі 2. Перш за все, конденсатор С заряджається. Якщо тиристор включається, то результуючий струм має дві складові:
- Струм навантаження, що протікає через навантаження
- Струм перезаряду ємності, що протікає через резонансний ланцюг L-C та перезаряджає конденсатор з протилежною полярністю.

На другому півперіоді коливань контуру L-C струм перезаряду змінює напрямок та проходить через тиристор у напрямку, протилежному напрямку струму навантаження. Тиристор вимикається в той момент, коли струм коливального контуру стає більшим за струм навантаження.

### Комутація за допомогою конденсатора, або LC-контуру, що підключається за рахунок допоміжного тиристору

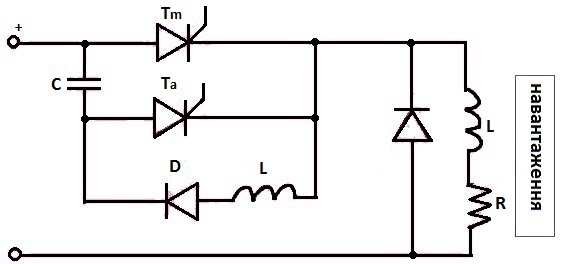
Схема комутації за допомогою конденсатора, або LC-контуру, що підключається за рахунок допоміжного тиристору

Тільки один з тиристорів буде проводити струм навантаження, в той час як інший діє як допоміжний тиристор. Допоміжний тиристор містить резистор в його аноді, який чинить опір приблизно в десять разів більше опору навантаження.
Тиристор Ta відчиняється першим для того щоб зарядити конденсатор С. Коли конденсатор повністю заряджається, тиристор Та вимикається тому що його прямий струм стає меншим за утримуючий струм. Коли відкривається головний тиристор Тm, з`являються два контури: контур навантаження та контур перезаряду конденсатора, комутуючий струм протікає через С-Тm-L-D. Коли конденсатор перезаряджається, діод заважає його розряду до моменту відчинення Та. Після чого, у потрібний момент, тиристор Та може бути відчинений, що призведе до розрядження С через Tm в зворотньому напрямку и зачинить тиристор.

### Комутація з використанням зовнішнього джерела імпульсів

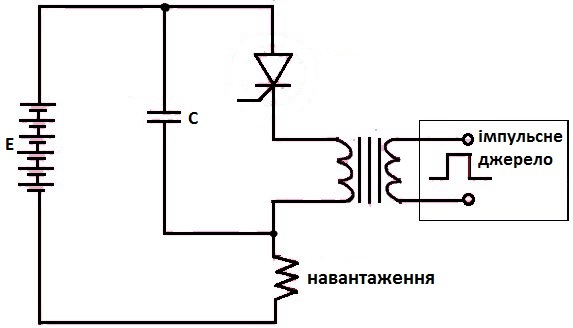
Схема комутації з використанням зовнішнього джерела імпульсів

При відкритті тиристора імпульсний трансформатор насичується і має малий опір для струму навантаження. Коли наступає час для запирання тиристора, перш за все необхідно вивести трансформатор із стану насичення. Це можна зробити завдяки імпульсу відповідної полярності. Цей імпульс миттєво збільшує напругу на навантаженні. Після того як імпульсний трансформатор виводиться із стану насичення, вводиться імпульс протилежної полярності, який змінює напругу на клемах тиристора на зворотну та запирає його.

### Використання схем з механічним контактом

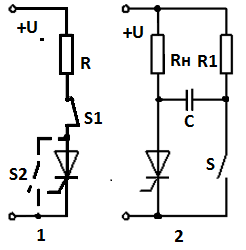
Схеми комутації тиристорів з використанням механічних контактів

У схемі на рис.1, відключення струму навантаження здійснюється розмиканням механічного контакту S1, включеного послідовно з тиристором.
Після закінчення часу, достатнього для відновлення керованості тиристором, контакт S1 може бути знову замкнений. Ланцюг при цьому залишається розімкнутим, так як тиристор знаходиться у вимкненому стані. Аналогічно схема працює і при короткочасному шунтуванні тиристора контактом S2.
Недоліки схеми 1:
- Через механічні контакти протікає повний струм навантаження, і вони повинні бути на нього розраховані.
- Тиристори при поверненні контактів в початковий стан зазнають впливу прямої напруги з високими значеннями du/dt.

Поліпшеним варіантом комутаційного пристрою є схема, наведена на рис. 2.
В початковому стані тиристор закритий, напруга на навантаженні Rн і конденсаторі Cк відсутня. Включення схеми здійснюється керуючим сигналом, який необхідно подати на вхід тиристора (керуючий електрод-катод). При цьому одночасно зі струмом навантаження Iн = U/Rн через тиристор протікає струм зарядки конденсатора Сн.
Конденсатор заряджається через резистор R1 з вказаною на рис.2 полярністю за час, що визначається постійної часу ланцюга t = R1•Cк.
Наступним замиканням контакту S заряджений до напруги джерела живлення конденсатор Ск підключається паралельно тиристору.Він починає розряджатися. Струм розрядки протікає через тиристор в напрямку, протилежному анодному току.
За умови Ic>Iн тиристор вимикається і навантаження знеструмлюється.
У розглянутих схемах переривання струму забезпечується традиційними контактними апаратами, тому наявність в них тиристорів не дає ніяких переваг.
Основне призначення таких апаратів:  
1. підключення навантажень з високою точністю за часом,
2. здійснення змін параметрів ланцюгів (R, L, C) при різних експериментальних дослідженнях перехідних процесів,
3. автоматичне підключення джерел живлення і ін.

### Комутація змінним струмом

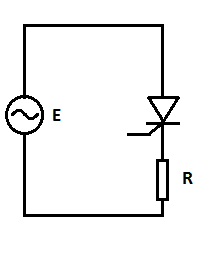
Схема комутації тиристора за допомогою змінного струму.

В схемі змінного струму, струм може протікати у позитивний напівперіод. На початку від`ємного напівперіоду тиристор буде запиратися через прикладення до нього від`ємної напівхвилі напруги. Тривалість зворотнього напівперіоду мусить бути більше за час відновлення керованості тиристора.